# 小幡重一
小幡 重一（おばた じゅういち、1888年4月24日 - 1947年9月15日）は、物理学者。
東京市京橋区（現中央区）出身。1910年東京帝国大学理学部物理学科卒業。逓信省電気試験所に入る。1920年理学博士。1921年東京帝大に新設された航空研究所の教授となる。1936年石本巳四雄、颯田琴次、田口三郎と日本音響学会を設立。航空機によって生ずる音の測定・分析、日本語の音声や三味線の音色なども研究した。

## 栄典
- 1934年（昭和9年）3月15日 - 正四位[2]

## 著書
- 『音楽愛好者の為の音響学』内田老鶴圃 1931
- 『実験音響学』工業物理学叢書 岩波書店 1933
- 『聞える音・聞えぬ音』鉄塔書院 1934
- 『音声物理学』国語科学講座 明治書院 1934
- 『音』岩波全書 1935
- 『音の映像』協和書院 1936
- 『響』相模書房 1938
- 『音とは何か 少国民のために』岩波書店 1943

### 共著
- 『電気抵抗原器の製作』海老原要共著 電気試験所第一部 1914
- 『音楽愛好者の為の音響学』田辺尚雄共著 日本放送協会関東支部 1930
- 『音響実験及び測定法』栗原嘉名芽共著 河出書房 1942

## 注
1. ↑  日本人名大辞典
2. ↑  『官報』第2164号「叙任及辞令」1934年3月22日。